# Лусіо Коста
Лусіо (Лусіу) Марсал Ферейра Рібейру Ліма Коста (порт. Lúcio Marçal Ferreira Ribeiro Lima Costa; 27 лютого 1902, Тулон — 13 червня 1998, Ріо-де-Жанейро) — бразильський архітектор і містобудівник, один з основоположників сучасної латиноамериканської архітектури.

## Життєпис
Народився у Франції, в родині бразильського адмірала. Навчався в Англії і Швейцарії. 
У 1917 році переїхав до Бразилії, де закінчив школу витончених мистецтв. Наприкінці 20-х співпрацює з модерністом Грегорі Варшавчиком, в 1930 році очолює школу. Кошта був хорошим викладачем, серед його найвідоміших учнів — Оскар Німейєр. 
З робіт Кости 1930-х найбільш відомою є будівля міністерства освіти й охорони здоров'я в Ріо-де-Жанейро (Палац Густаво Капанеми). У ньому вже проявився вплив Ле Корбюзьє (він брав участь у проєкті на початковому етапі), але є і запозичення з традиційного колоніального стилю, функціоналістські бриз-солеї поєднуються з кахлями азулєжу.
У 1930—1940 роки створив ще декілька проєктів: павільйон на міжнародному ярмарку в Нью-Йорку (спільно з Оскаром Німейєром), нинішнє російське консульство в Ріо, парк в Ларанжейрас. У 1952 році спільно з Корбюзьє він розробив проєкт Мезон-де-Бразиль (Бразильського будинку) в Університетському містечку Парижа.
У 1957 році подає на конкурс свій проєкт нової столиці — міста Бразиліа, який і приносить йому всесвітню популярність.
У 1960 році його обирають професором Гарвардського університету. Після цього архітектор створив не багато проєктів, зосередившись на роботі в Інституті історичної та мистецької спадщини.

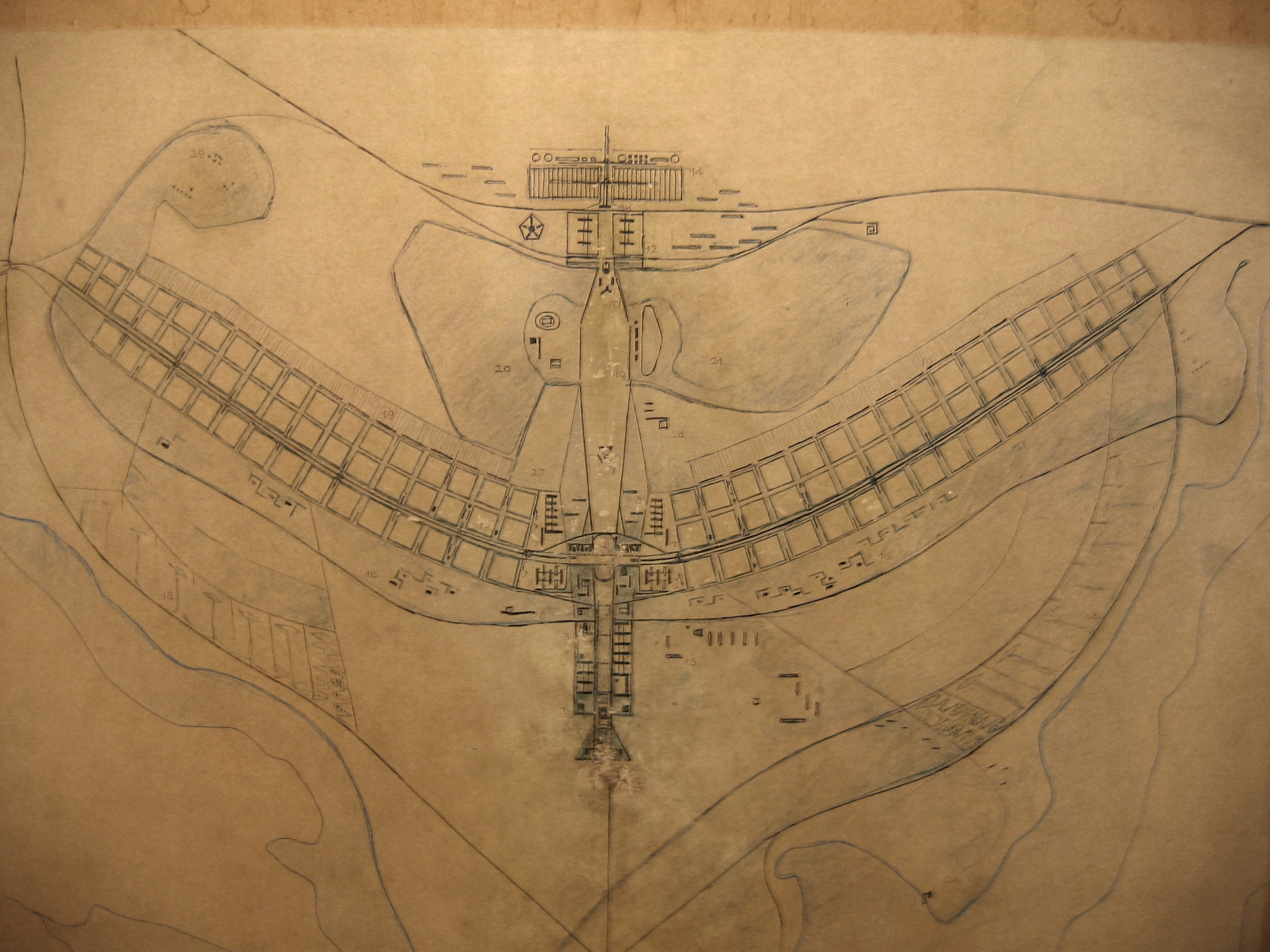
Проект нової столиці Бразиліа

Помер в 1998 році, залишивши після себе двох дочок.